# Gourdon (Lot)
Gourdon település Franciaországban, Lot megyében. Lakosainak száma 4080 fő (2022. január 1.). Gourdon Anglars-Nozac, Concorès, Dégagnac, Léobard, Payrignac, Saint-Cirq-Souillaguet, Saint-Clair és Le Vigan-en-Quercy községekkel határos.

## Népesség
A település népességének változása:
| Lakosok száma | 4803 | 4899 | 4851 | 4669 | 4316 | 4321 | 4094 | 3981 | 3959 | 4080 |
|               | 1968 | 1982 | 1990 | 2006 | 2013 | 2015 | 2017 | 2019 | 2020 | 2022 |